# Mother's Mercy
«Mother's Mercy» (Misericòrdia) és el desè i últim episodi de la cinquena temporada, el 50è del total, de la sèrie televisiva Game of Thrones de la productora nord-americana HBO. L'episodi va ser escrit per David Benioff i D.B. Weiss i dirigit per David Nutter. Es va estrenar el 14 de juny del 2015.

## Argument

### Al Nord
Al campament de Stannis (Stephen Dillane) milloren dràsticament les condicions meteorològiques, alliberant el camí cap a Hivèrnia. Melisandre (Carice van Houten) s'atribueix el mèrit, al·legant que, com a resultat del sacrifici de Shireen, el Déu Roig ha complert la seva promesa. No obstant això, Stannis, encara atordit pel sacrifici de la seva filla, tracta a Melisandre amb fredor. A continuació, rep la notícia que tots els seus mercenaris han desertat, presumiblement disgustats pel sacrifici públic de Shireen, deixant-lo amb només la meitat del seu exèrcit i sense cavalleria. A més, Selyse (Tara Fitzgerald) s'ha penjat en el dolor. Quan torna al campament, s'assabenta que Melisandre ha fugit. Malgrat tots aquests contratemps. Stannis ordena a les seves tropes restants per marxar endavant cap a Hivèrnia. Quan Stannis es prepara per assetjar al castell, la cavalleria dels Bolton emergeix de sobte i es fa evident que són molt més nombrosos que l'exèrcit de Stannis. No obstant això, Stannis treu la seva espasa i condueix als seus homes a la batalla. Després d'una ràpida i ferotge batalla, els Boltons emergeixen com a vencedors.
Mentrestant, a Hivèrnia, Sansa (Sophie Turner) se les arregla per escapar de la seva habitació i encén una espelma a la torre en ruïnes per demanar ajuda. Brienne (Gwendoline Christie) i Podrick (Daniel Portman), que han estat acampants al bosc proper, veuen que l'exèrcit de Stannis s'acosta, i Brienne surt per venjar-se de Stannis, ja que encara no veu la llum de les espelmes de la torre. Quan Sansa torna a la seva habitació, és capturada per Myranda (Charlotte Hope), que amenaça de mutilar-la. Theon (Alfie Allen) intervé, llançant Myranda des de les muralles del castell a la seva mort. Amb l'exèrcit victoriós Bolton retorn immediatament a Hivèrnia, Teó i Sansa agafats de les mans salten fora dels murs del castell.
Al bosc, Stannis ha sobreviscut a la destrucció del seu exèrcit, però està greument ferit després de lluitar contra diversos soldats dels Bolton. Brienne llavors arriba i anuncia les seves intencions de matar-lo en venjança per la mort de Renly. Després que Stannis aparentment accepta el seu destí i li diu a Brienne "fes el teu deure", ella aixeca la seva espasa i el mata.

### A Dorne
Jaime (Nikolaj Coster-Waldau), Myrcella (Nell Tiger Free), Bronn (Jerome Flynn) i Trystane (Toby Sebastià) marxen cap a Port Reial. Al vaixell, Myrcella revela que ella sap que Jaime és el seu veritable pare i que està contenta que ho sigui. No obstant això, a Myrcella, de cop i volta, li comença a sagnar el nas i perd el sentit, descobrint-se que Ellaria (Indira Varma) l'havia enverinat secretament al besar-la amb un pintallavis enverinat

### A Braavos
Arya (Maisie Williams) s'infiltra en el bordell freqüentat per Ser Meryn Trant (Ian Beattie) mitjançant l'adopció d'una de les cares de la Casa de Blanc i Negre. Ella apunyala Trant als ulls i el tors diverses vegades, deixant al descobert la seva veritable identitat amb ell abans de tallar-li la gola. Quan torna a la Casa de Blanc i Negre, s'enfronta a Jaqen (Tom Wlaschiha) i al nen abandonat (Faye Marsay). Jaqen renya a Arya per assassinar l'home equivocat, la qual cosa és castigada amb la vida. Jaqen després es beu el verí i s'esfondra, davant la sorpresa d'Arya. Aleshores Arya descobreix que Jaqen no va existir mai i que sempre havia estat parlant amb «ningú».Jaqen li diu que fer servir les cares sense «ser ningú» funciona como un verí. Ràpidament, Arya perd la vista.

### A Meereen
Sense Daenerys (Emilia Clarke), que va marxar dalt de Drogon, els seus seguidors no saben què fer. Daario (Michiel Huisman) i Jora (Iain Glen) decideixen abandonar Meereen per buscar Daenerys. Tyrion (Peter Dinklage) desitja unir-se a ells, però Daario assenyala que és el més adequat per a governar Meereen en absència de Daenerys, assistit per Missandei (Nathalie Emmanuel) i l'encara convalescent «Cuc Gris» (Jacob Anderson). Quan han marxat Jora i Daario apareix de cop i volta Varys (Conleth Hill). Varys compara l'estat actual de Meereen amb el de Port Reial i ofereix el servei de la seva xarxa d'espionatge.

### Al mar Dothraki
Drogon porta a Daenerys al seu cau. Daenerys intenta ordenar-li que la torni a Meereen, però Drogon, encara esgotat i ferit, no li fa cas i se'n va a dormir. Després, Daenerys es passeja pel seu compte per mirar de trobar alguna cosa de menjar i veu com un grup de dothrakis avancen en la distància. A mesura que s'acosten, a Daenerys li cau un anell a terra, abans de ser envoltada.

### A Port Reial
Cersei (Lena Headey) confessa haver comès adulteri amb el seu cosí Lancel al Pardal Suprem (Jonathan Pryce), però nega haver dormit amb el seu germà o haver conspirat per matar a Robert Baratheon. El Pardal Suprem decideix concedir-li la misericòrdia de la mare i la deixa tornar a la Fortalesa Roja, però ha de tornar a ser jutjada pels altres pecats que no ha confessat, i s'ha de sotmetre a una "expiació". Cersei, despullada, amb els cabells curts, és obligada a caminar nua tot el camí des del Gran Septe de Baelor a la Fortalesa Roja. A mesura que camina, és assetjada, escridassada i li cau a sobre una pluja d'escombraries per part de la població enfadada, i trenca a plorar quan finalment arriba a la Fortalesa Roja. Ella està coberta per Qyburn (Anton Lesser), que revela al seu nou membre de la Guàrdia Reial, una reanimat Gregor "La Muntanya" Clegane (Hafthor Julius Björnsson).

### Al Mur
Jon (Kit Harington) envia Samwell (John Bradley) a la Ciutadella perquè es converteixi en un mestre, juntament amb Gilly (Hannah Murray) i el seu nadó. Davos (Liam Cunningham) arriba per ordre de Stannis poc després de demanar subministraments i reforços dels salvatges, però Jon s'hi nega, recordant a Davos que els salvatges mai lluitaran per Stannis. Melisandre arriba poc després; el seu comportament fa que Jon i Davos s'adonin que Stannis ha estat derrotat i que Shireen és morta.
A la nit, Olly (Brenock O'Connor) l'enganya i el fa sortir de la fortalesa. Fora, només troba Ser Alliser (Owen Teale), Bowen Marsh (Michael Condron), Othell Yarwyck (Brian Fortuna) i un grapat d'homes, juntament amb un missatge que diu «traïdor». Jon s'adona que ha estat traït, Alliser, Bowen, Othell, Olly, i els altres, per torns, l'apunyalen. Jon cau a terra i sucumbeix a les seves ferides. Els amotinats s'allunyen i deixen Jon morir sol a la neu.

## Producció

### Guió
Mother's Mercy va ser escrit pels creadors de la sèrie David Benioff i D. B. Weiss. Abasta principalment els elements de les novel·les de George Martin Festí de Corbs, capítols Samwell I i Gata dels canals i Dansa de Dracs, Jon II, Teó I, Daenerys X, Cersei I, II i Cersei Jon XIII. També conté material de la propera novel·la de Martin, The Winds of Winter, capítol Misericòrdia.

## Audiències i crítica

### Audiències de televisió
Mother's Mercy va ser vista per 8.1 milions d'espectadors en la seva primera emissió. Això és més alt que qualsevol episodi anterior, superior als 8 milions que havien vist The Wars to Come.

### Crítiques
Aquest episodi va rebre elogis de la crítica. Rotten Tomatoes li atorga una puntuació del 97% i una qualificació mitjana de 9.1/10. Afirma que l'episodi "envolta un joc particularment fosc de la temporada de Trons amb un final que lliura treball fort caràcter i un grapat de melodrames adequadament ombrívoles." En el seu 9,0 / 10, Matt Fowler, d'IGN va lloar Jon la mort de la neu i l'expiació de Cersei, així com històries d'Arya i Dorne. Per T. Collins, de Rolling Stone la crítica va ser també positiva.